# موریانه (رمان)
موریانه رمانی است از بزرگ علوی (۱۳ بهمن ۱۲۸۲، تهران – ۲۸ بهمن ۱۳۷۵ برلین) ملقب به آقا بزرگ علوی نویسندهٔ واقع‌گرا، سیاست‌مدار چپ‌گرا، روزنامه‌نگار نوگرا و استاد زبان فارسی ایرانی).

## نقد و نظر
من یک ساواکی هستم. از اینکه چنین شغلی را اختیار کرده بودم نه شرمنده‌ام نه مغرور. این هم کاری است مانند کارهای دیگر. مگر کارمندان وزارت دارایی همه دزدند یا کسانی که در دادگاهها دسته دسته مردم را با گناه یا بی‌گناه به زندان می‌فرستند یا به پای دار، همه‌شان آدم‌کشند؟ تنها در یک اداره دولتی کار کردن جرم نیست. مگر می‌شود در کشوری بی نگهبانی زندگی کرد؟ مگر در کشور آمریکا سی آی ای وجود ندارد؟ در انگلستان اینتلیجنت سرویس نیست؟ در فرانسه رکن دوم و در روسیه کا گ ب؟ همه جا هست. باید هم باشد. امروز هم اگر پایش بیفتد حاضرم برای هر کس که باشد کار کنم…

از «موریانه»
رمان موریانه چند سال پس از براندازی دولت شاهنشاهی ایران نوشته شد و ۱۳۶۸/ ۱۹۹۰م چاپ نخست آن در تهران بود. موریانه را رمان یا داستانی بلند می‌دانند که در آن، رویدادهای سال‌های پایانی دهه ۱۳۳۰/ دهه ۱۹۵۰ تا چند روز پس از انقلاب اسلامی ایران از زبان یک مقام ساواک بیان می‌شود.
بنا به دیدگاه عبدالعلی دستغیب، نویسنده خواسته‌است موریانه‌هایی که بنیان حاکمیّت پادشاهی را جویدند و پوساندند، شناسایی و توصیف کند؛ از مبارزان جوانی که در راه مبارزه با آنان جان باخته‌اند، سخن بگوید. او در نقدی که بر این رمان نگاشت، سرانجام نتیجه‌گیری می‌کند که «موریانه نشان می‌دهد که بیشتر نویسندگان ما دست کم پس از توفیق‌های نخستین، دیگر دل به کار نمی‌دهند.» او کلیت داستان‌پردازی‌های این رمان را ضعیف و وابسته به دوری و ناآگاهی او از کشور دانست. آن را نه یک رمان و نه یک خاطره نوشته می‌داند و البته نمی‌گوید که ژانر آن چیست.